# Datcha de Kountsevo
La datcha de Kountsevo était la résidence personnelle de Joseph Staline près de l'ancienne ville de Kountsevo, intégrée désormais au district moscovite de Fili-Davydkovo. La datcha se situe dans une forêt, non loin de l'actuel parc de la Victoire à une dizaine de kilomètres au sud-ouest du Kremlin. Le dirigeant soviétique y passa les vingt dernières années de sa vie et y mourut le 5 mars 1953.

## Historique
Appelée la « Datcha proche » (Ближняя дача, blijnia datcha), elle fut construite entre 1933 et 1934 sur les plans de l'architecte Merjanov. Ce surnom la différenciait de la datcha de Zoubalovo, plus éloignée de Moscou et que Staline utilisait jusque-là. Mais celle-ci, décorée par son épouse Nadejda (morte en 1932), lui rappelait trop cette dernière,. Cette datcha sera utilisée par la suite par les deux enfants que Staline eut de Nadejda, Vassili et Svetlana, qui adoraient Zoubalovo,.
À l'origine construite en bois sur un seul niveau et recouverte d'une plateforme, la datcha de Kountsevo se vit ajouter un étage en 1943. Ce fut à Kountsevo que Staline vécut durant la Seconde Guerre mondiale. C'est également là qu'il reçut certains dignitaires étrangers comme Winston Churchill pour dîner lors de la dernière soirée de son séjour à Moscou en août 1942 ou Mao Zedong en 1950.
L'intérieur de la datcha était aménagé plutôt simplement. Staline quittait rarement son bureau, et faisait encore plus rarement visiter le deuxième étage, bien qu'un ascenseur fût installé sur sa demande. Les domestiques et gardes avaient interdiction d'y pénétrer sans qu'il les appelât, et Staline y dormait généralement seul. La datcha disposait d'un terrain pour jouer au gorodki, mais également de serres, de banias, d’un cottage pour sa bibliothèque et de villas pour invités. La défense de la résidence était assurée par une double clôture, plusieurs postes de garde, des batteries anti-aériennes camouflées et une force de sécurité de trois cents hommes des troupes spéciales du NKVD.
Après la guerre, la paranoïa de Staline fut telle qu'il donnait au chauffeur, au moment de monter dans sa ZIS 110, un itinéraire différent à prendre chaque fois pour se rendre ou revenir du Kremlin. À la fin des années 1940, début des années 1950, il fit considérablement renforcer la protection de la datcha, faisant abattre les arbres autour de celle-ci, et faisant miner et piéger le terrain ainsi mis à nu. Il ne résidera alors plus qu'épisodiquement au Kremlin.
C'est dans une de ses chambres de la datcha, dans la nuit du 28 février au 1er mars 1953, de retour d'une réunion au Kremlin (après un dîner avec ses "proches" collaborateurs d'après une autre version), qu'il est atteint d'une attaque cérébrale. Il y meurt après une agonie de 5 jours.
Après sa mort, l'institut Marx-Engels-Lénine-Staline mit en place une commission pour la transformation de la résidence en un musée consacré au dictateur. Mais Nikita Khrouchtchev en écarta l'idée et la datcha resta inoccupée pendant plusieurs décennies. Le bâtiment demeure encore aujourd'hui assez secret, le terrain est toujours clôturé, fermé aux visiteurs et continuellement surveillé par des agents des forces spéciales postés dans une voiture stationnée à proximité de l'entrée de la datcha,.

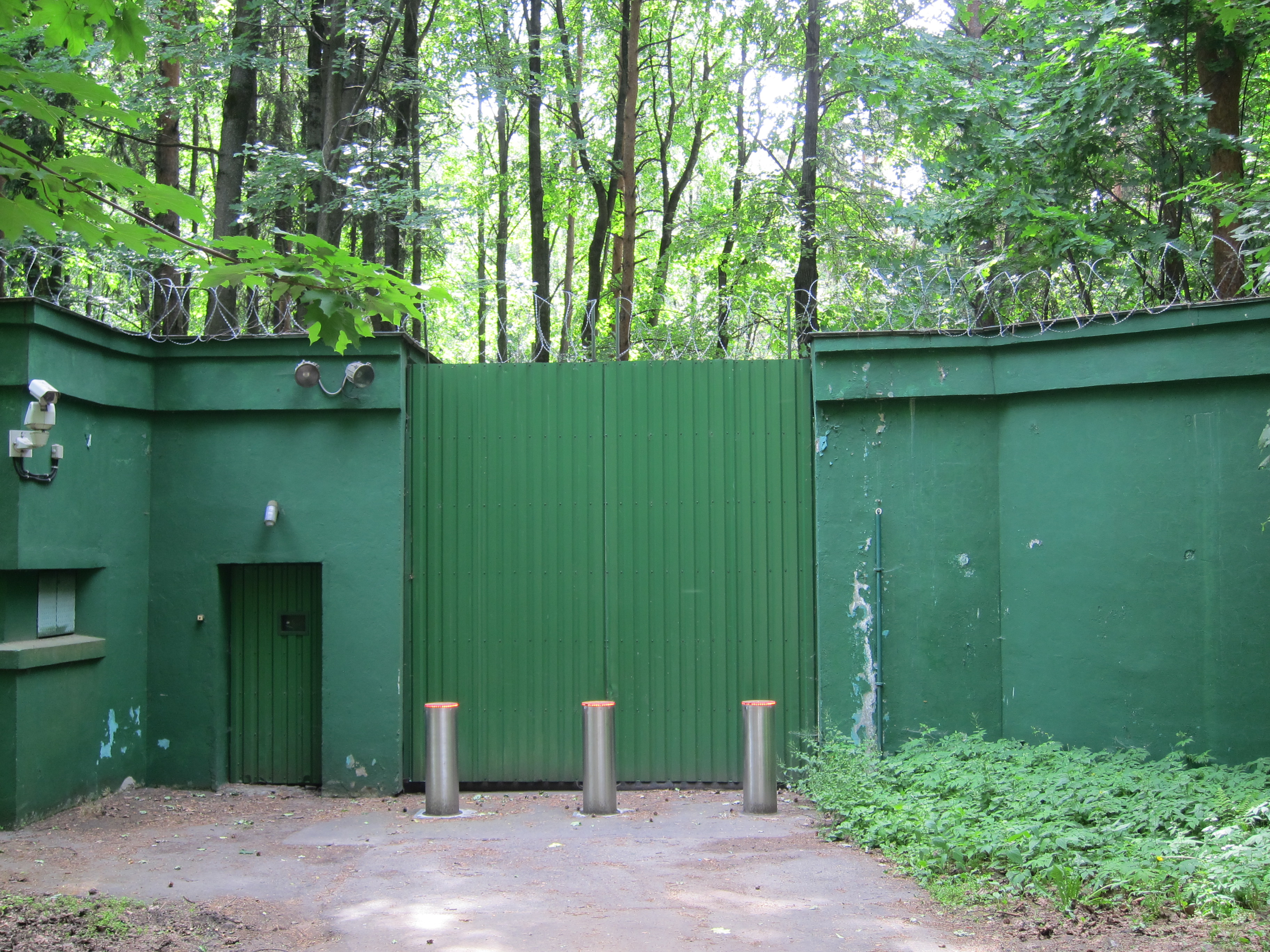
Entrée et clôture extérieure de la datcha de Kountsevo.

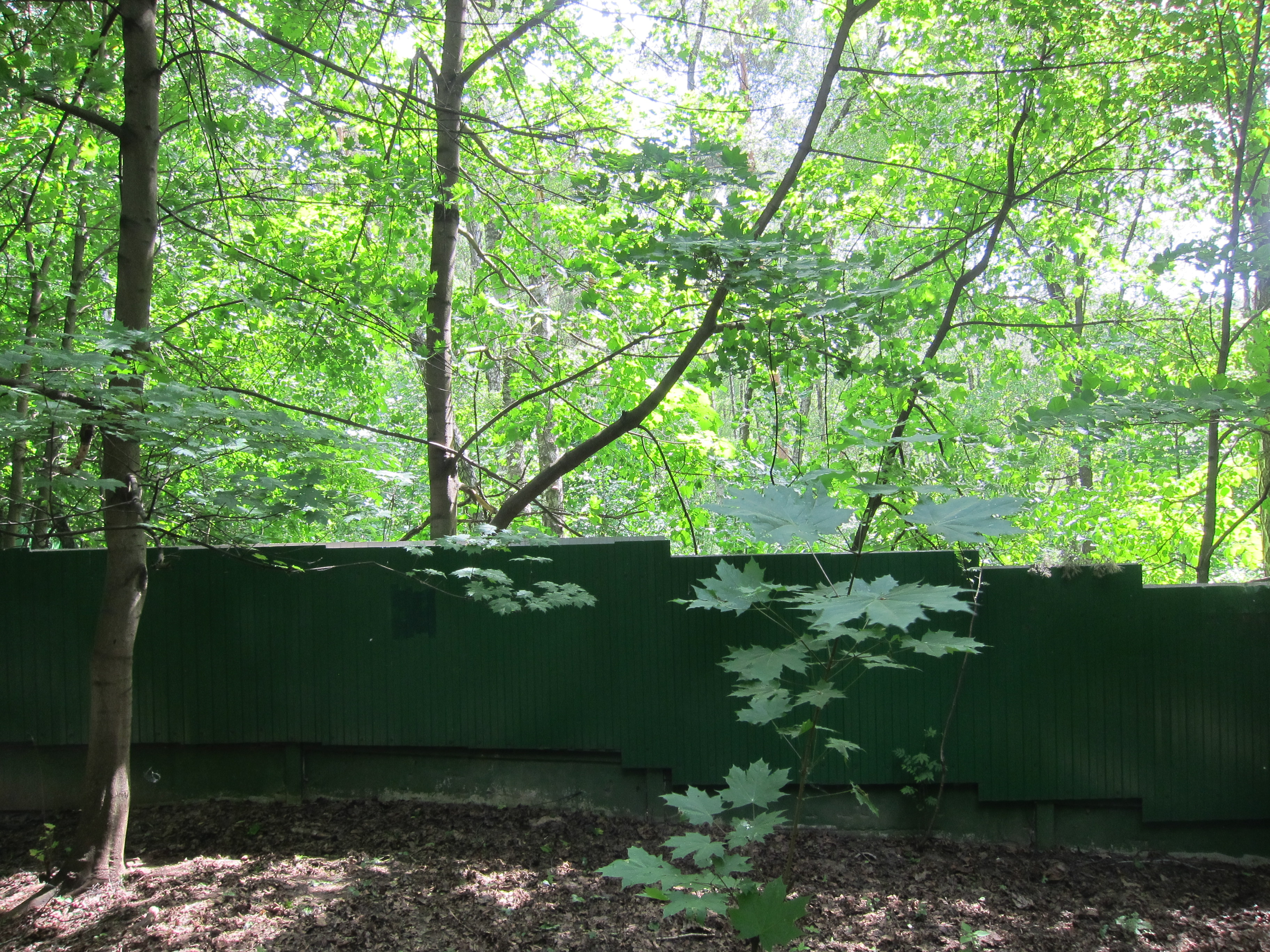